# Jeremias Marx
Jeremias Marx (Erfurt, 25 september 1997) is een Duits langebaanschaatser met een specialisatie voor de korte afstanden.

## Records

### Persoonlijke records
Persoonlijke records bijgewerkt tot en met 15 februari 2020.
| Afstand    | Tijd    | Datum            | Baan           |
| ---------- | ------- | ---------------- | -------------- |
| 500 meter  | 34,87   | 7 februari 2020  | Calgary        |
| 1000 meter | 1.08,06 | 15 februari 2020 | Salt Lake City |
| 1500 meter | 1.47,46 | 9 december 2017  | Salt Lake City |
| 3000 meter | 3.50,84 | 14 oktober 2017  | Inzell         |
| 5000 meter | 6.47,49 | 3 maart 2019     | Inzell         |

## Resultaten
| Jaar | WK Sprint                | WK Afstanden |
| ---- | ------------------------ | ------------ |
| 2019 | 26e (26e, 27e, 26e, 26e) |              |
| 2020 |                          | 19e 1000m    |

(#, #, #, #) = afstandspositie op sprinttoernooi (500m, 1000m, 500m, 1000m).